# AC Водолея
AC Водолея (лат. AC Aquarii) — одиночная переменная звезда в созвездии Водолея на расстоянии (вычисленном из значения параллакса) приблизительно 11476 световых лет (около 3519 парсеков) от Солнца. Видимая звёздная величина звезды — от +10,5m до +10m.

## Характеристики
AC Водолея — жёлто-белая пульсирующая полуправильная переменная звезда типа SRD (SRD) спектрального класса F8. Эффективная температура — около 4390 К.